# Leptotarsus (Macromastix) incertus
Leptotarsus (Macromastix) incertus is een tweevleugelige uit de familie langpootmuggen (Tipulidae). De soort komt voor in het Australaziatisch gebied.